# Vierreihen-Saftkugler

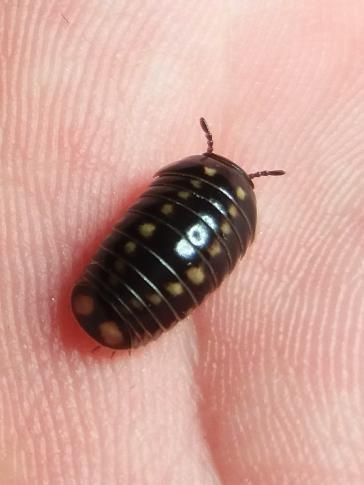
Ein Exemplar in dorsaler Ansicht

Der Vierreihen-Saftkugler (Glomeris tetrasticha) ist eine Art der zu den Doppelfüßern gehörenden Saftkugler und vom zentralen Europa bis Osteuropa beheimatet.

## Merkmale
Die Körperlänge beträgt 5–17 mm. Charakteristisch für die Art sind die vier Reihen gelber Flecken auf schwarzem bis dunkelbraunem Grund. Diese 4 Fleckenreihen sind nicht zu Längsbinden verschmolzen wie bei der ähnlichen Glomeris connexa, sondern die mittleren Flecken sind immer deutlich getrennt. Das gleiche Merkmal weist jedoch auch Glomeris helvetica auf. Von dieser unterscheidet sich die Art durch den letzten Rückenschild, der bei G. tetrasticha in Seitenansicht gleichmäßig gerundet ist, bei G. helvetica jedoch einen Höcker aufweist. Dennoch ist eine Unterscheidung dieser beiden Arten oftmals schwierig.

## Verbreitung
Die Art ist überwiegend im zentralen Europa beheimatet. Im Alpenraum lebt sie in Frankreich, der Schweiz, Italien (nur ganz im Norden) und Österreich. Nördlich davon kommt sie in Belgien und Deutschland vor. Östlich davon ist sie aus Polen (nur im Süden), Tschechien, der Slowakei, Ungarn und Belarus bekannt. Eventuell kommt die Art auch in Rumänien, der Republik Moldau und der Ukraine vor.
Die nördliche Arealgrenze der Art liegt in Deutschland. Hier ist sie bekannt aus den Bundesländern Baden-Württemberg, Bayern, Hessen, Thüringen, Sachsen, Sachsen-Anhalt, Brandenburg, Niedersachsen, Nordrhein-Westfalen. Eventuell gibt es auch Vorkommen in Rheinland-Pfalz und im südlichen Mecklenburg-Vorpommern. Obwohl die Art in Deutschland ein großes Verbreitungsgebiet hat, wird sie nur selten gefunden, da sie sehr zerstreut vorkommt. Dennoch gilt sie als ungefährdet.

## Lebensraum
Bei Glomeris tetrasticha handelt es sich um eine Art mit Schwerpunkt in den Mittelgebirgen. Die kolline und montane Art bevorzugt höhere Lagen und kommt auch in den Alpen vor. Dennoch sind auch Fundstellen aus Norddeutschland bekannt. Wie Glomeris pustulata ist sie eine typische Waldart kühl-feuchter Habitate. Sie besiedelt fast ausschließlich natürliche Biotope, zeigt also fast keinen Grad an Synanthropie. Beispiele für Lebensräume sind Mischwaldbestände, Auwälder, nasse Eichen-Hainbuchen-Wälder, besonders kühle und luftfeuchte Bereiche von Blockhalden, aber auch offene Biotope, wenn diese ausreichend feucht sind, wie Sümpfe, Moore und Moorwälder.

## Lebensweise
Glomeris tetrasticha ist eine mehrjährige Frühjahrs-Herbst-Art mit einem Aktivitätsmaximum von Mai bis Juni. Ab Oktober zieht sich die Art zur Überwinterung tief in den Boden zurück.

## Taxonomie
Die Art wurde lange Zeit für ein Synonym von Glomeris connexa C.L.Koch 1847 gehalten, teilweise auch als Varietät Glomeris connexa var. tetrasticha von dieser. René Hoess und Adolf Scholl konnten 2001 klären, dass es sich um zwei verschiedene Arten handelt, daher sind die meisten Verbreitungsangaben vor 2001 irrtümlich unter Glomeris connexa aufgeführt. Bestätigte Fundortangaben der echten Glomeris connexa nördlich von Schlesien, Bayern und des Westalpenraums liegen aber bisher nicht vor. Ein weiteres Synonym der Art lautet Glomeris carpathica Latzel, 1882. Innerhalb der Familie Glomeridae gehört die Art zur Unterfamilie Glomerinae und zur Tribus Glomerini.